# 约瑟夫·马耶尔
约瑟夫·马耶尔（捷克語：Josef Majer，1925年6月8日—2013年10月14日），捷克男子足球运动员，司职前锋。他曾代表捷克斯洛伐克国家队参加1954年国际足联世界杯，结果队伍止步小组赛阶段。